# 411vm 4
411vm 4 je četrta številka 411 video revije in je izšla januarja 1994.

## Vsebina številke in glasbena podlaga
Glasbena podlaga je navedena v oklepajih.
- Chaos (Jawbox - Savory)
- Profiles Ronnie Creager (Mother earth - Almost grown)
- Wheels of fortune Weston Correa, Justin Ortiz, James Reed, Jan Waage, Richard Mulder, Lib Layraman, Tony Tieu (Buffalo Tom - Treehouse, Buffalo Tom - Almost grown, Das efx - Check it out)
- Contests NSA pro vert, Vintage vert and street, CASL finals (Das efx - Krazy wit da books, Seaweed - Go your own way)
- Industry Prime (Mother earth - Hope you're feeling better)
- Metrospective Honolulu (Buffalo Tom - Suppose)
- Fine tuning Carl Shipman, Karl Watson, Zozi Bernat
- Road trip Turneja po Avstraliji s Willy Santosom in Rob Dyrdekom (Down by law - Air conditioner)
- Spot check Brewster park (Mother earth - Time of the future)
- World report Združeno kraljestvo, Nemčija, Italija, Nova Zelandija, Francija (London posse - How's life in London)
- Switchstance (Coolio - County line)
- Transitions (Down by law - At home in the wasteland)